# Relationer mellan Australien och Myanmar
Relationer mellan Australien och Myanmar upprättades på diplomatisk nivå 1952 mellan Australien och dåvarande Burma. Myanmar har en ambassad i Australien, och Australien har en ambassad i Rangoon. Mellan 1990 och 2011 var relationerna frostigare, men efter 2011 har relationerna förbättrats. Australien har minskat på sina sanktioner mot Myanmar, men har fortfarande vissa sanktioner. Australien understödde Myanmar med ungefär 81,4 miljoner australiska dollar åren 2013–14. Det uppskattas finnas 30 000 personer i Australien med myanmarisk bakgrund.